# Pulse (film, 2006)
Pulse är en amerikansk skräckfilm som hade premiär den 11 augusti 2006. I filmen medverkar bland annat Kristen Bell, Ian Somerhalder och Christina Milian. Den är en remake av den japanska skräckfilmen Kaïro från 2001.

## Rollista
| Kristen Bell     | – Mattie            |
| Ian Somerhalder  | – Dexter            |
| Christina Milian | – Isabelle Fuentes  |
| Rick Gonzalez    | – Stone             |
| Jonathan Tucker  | – Josh              |
| Samm Levine      | – Tim               |
| Octavia Spencer  | – Hyresvärd         |
| Ron Rifkin       | – Dr. Waterson      |
| Joseph Gatt      | – Dark Figure       |
| Kel O'Neill      | – Douglas Zieglar   |
| Zach Grenier     | – Professor Cardiff |
| Riki Lindhome    | – Janelle           |